# 창조적 진화
《창조적 진화》(프랑스어: L'Évolution créatrice) 베르그송이 1907년에 출판한 책이다. 철학 전체의 정점을 이루고 그의 사색의 형이상학적 총괄로서 의의를 갖고 있다. 이 책의 특징은 지금까지의 베르그송의 2원론적 시각(視覺)에 대해 1원론적인 통일의 방향성(方向性)이 한층 두드러지게 나타났다는 점이다. 존재론적으로는 의식과 물질, 지속과 공간 등의 구별이 끊임없이 창조성을 향하는 지속의 상향운동(上向運動)과 물질적 타성·반복성, 공간적 확장에로 이완하는 그 하향운동과의 구별에 의해 설명된다. 또 인식론적으로는 사고와 직관의 단절이 지성과 본능, 각기의 형성·분화(分化)에 관한 진화학적인 분석에 의해 극복되고, 양자의 협동 가능성의 기초가 되어 주지주의와 반주지주의의 동시적 극복을 지향하고 있다. 
이 책에 이르기까지의 의식의 지속 및 정신적 주체의 자유에 관한 탐구는 생명일반이라는 근원의 지반까지 파헤쳐서 생명의 진화라는 시야 속에 자리잡게 된다. 자유로운 본질로서의 의식＝지속은 이 책에서 '에랑 비탈(생명의 약진력)'이라는 관념에 도달함으로써 처음으로 근본적인 의의를 얻게 된다. '자유'는 '창조성'이라는 의의를 갖게 되고, 이 창조성은 생명의 지속 속에 보존되어 있는 원초적 생명의 '에랑(약진력)'에까지 소급된다. 이 본원적(本源的)인 약진력이 생명의 진화 전체를, 나아가서는 총체적으로 불멸의 발전을 하고 있는 세계 전체를 일관하는 자기운동적(自己運動的)·창조적인 근원이라고 베르그송은 말한다. 생명의 지속은 물질의 세계에 들어와서 물질의 세계를 잠식하면서 차츰 진화의 가지를 펼친다. 이것은 물질을 동화하고 이용하고 물질의 저항을 극복해 가는 '에랑'의 전면적 개화(자유의 실현)의 지속인 것이다. 사람들은 베르그송에게서 플로티노스의 유출설(流出說)과의 외견상 유사점을 발견할지도 모른다. 그러나 자기의 '생명의 약진력' 이론이 단지 형이상학적 공상에 그치는 것을 극복하기 위해 베르그송은 과학적 증명으로 뒷받침하는 데 노력을 기울였다. 그 절차로서 우선 기계론적 진화론이나 목적론적 진화론에 대한 실증적 견지로부터의 비판, 나아가 실증적 데이터의 검토(눈의 구조 비교, 기타)에 입각한 '생명의 근원적 약진력'의 추측, 그리고 '근원적 약진력'의 견지로부터의 진화 전체에 대한 독자적 전망이 전개된다.